# Đại học Sư phạm Thẩm Dương
Đại học Sư phạm Thẩm Dương (SYNU) (瀋陽師範大學) là một trường sư phạm tại thành phố Thẩm Dương, tỉnh Liêu Ninh, Cộng hòa Nhân dân Trung Hoa. Trường nằm dưới sự quản lý của chính quyền tỉnh Liêu Ninh.

## Lịch sử
Đại học Sư phạm Thẩm Dương được thành lập năm 1951 với tên gọi Cao đẳng Giáo dục Đông Bắc. Kể từ đó trường đã được đổi tên nhiều lần, đầu tiên là Cao đẳng Sư phạm Thẩm Dương năm 1953, sau đó là Cao đẳng Sư phạm Đệ Nhất Liêu Ninh năm 1965 và quay lại tên Cao đẳng Sư phạm Thẩm Dương năm 1978. Tên hiện nay được đặt năm 2001 khi Cao đẳng Sư phạm Thẩm Dương được sáp nhập với Cao đẳng Giáo dục Liêu Ninh.

## Cơ cấu
Đại học Sư phạm Thẩm Dương bao gồm 18 học viện, được chia ra 30 bộ môn, bao gồm Trung tâm Đào tạo Nghiên cứu Giảng dạy Giáo dục Cơ sở Tỉnh Liêu Ninh và Học viện Khoa học Giáo dục, Học viện Phần mềm và Khoa học, Học viện Thương mại Quốc tế, Học viện Công nghệ Thông tin, Học viện Ngoại ngữ và Học viện Kịch nghệ. Các học viện này có 47 chương trình đào tạo cử nhân và 31 chương trình cao học.
Trường cũng tham gia nghiên cứu trên nhiều lĩnh vực và các viện nghiên cứu của trường gồm: Viện Nghiên cứu Phát triển Nguồn nhân lực và Khoa học Hành chính, Viện Nghiên cứu Giáo dục Kinh tế và Hành chính và Viện Nghiên cứu Khoa học Sâu bọ. Trường cũng hợp tác với Đại học Bang Fort Hays của Mỹ để mở Học viện Kinh doanh Quốc tế với nhiều giảng viên nước ngoài giảng dạy và có mức học phí cao nhất trong trường.

## Các khu trường sở
Sau khi hai trường sáp nhập, trường đã được dời ra ngoại ô Thẩm Dương nhưng vẫn dùng địa chỉ liên lạc tại quận Hoàng Cô (皇姑區) dù hiện nay trường nằm ở giáp giới quận Dư Hồng (於洪區) và quận Tân Thành Tử (新城子區). Khu trường sở của trường hiện có diện tích 300 acre và có khu nhà có 793.000 m² sàn. Khu đất này trước kia thuộc ba làng: Bắc Tây Đài Tử (北四臺子), Chính Lương (正良) và Guoqi (郭七).
Khu trường sở mới này có bức tượng Khổng Tử lớn nhất Trung Hoa đại lục. Thư viện của trường có hơn 1,5 triệu đầu sách.
Địa chỉ của khu trường sở mới:
Shenyang Normal University
253 Huanghe Street (N)
Huanggu District
Shenyang
Liaoning Province
P.R. China
110034
中華人民共和國
遼寧省瀋陽市皇姑區
黄河北大街253号
瀋陽師範大學
110034